# PricewaterhouseCoopers
PricewaterhouseCoopers GmbH Wirtschaftsprüfungsgesellschaft (PwC) ist ein deutsches Unternehmen mit Sitz in Frankfurt am Main. Es beschäftigt über 14.000 Mitarbeiter (Juni 2023); der Jahresumsatz betrug im Geschäftsjahr 2022/2023 2,93 Milliarden Euro. Kerndienstleistungen sind die Wirtschaftsprüfung und prüfungsnahe Dienstleistungen, die Steuerberatung sowie die klassische Unternehmens- bzw. Managementberatung, Transaktionsberatung und Corporate Finance. Die Firmenzentrale befindet sich in Frankfurt im Tower 185, einem Wolkenkratzer im Stadtteil Gallus. Die Gesellschaft gehört zum Verbund von PricewaterhouseCoopers International.

## Geschichte
PwC entstand durch eine Zusammenlegung der Geschäftsbetriebe der zwischenzeitlich zur PwC AG verschmolzenen C & L Deutsche Revision Aktiengesellschaft Wirtschaftsprüfungsgesellschaft sowie der Price Waterhouse GmbH Wirtschaftsprüfungsgesellschaft, beide mit Sitz in Frankfurt am Main.
Bei diesen beiden Vorgängergesellschaften der PwC handelte es sich um traditionsreiche Wirtschaftsprüfungsgesellschaften, die zum Zeitpunkt der Fusion im Jahr 1998 auf ein zum Teil über 100-jähriges Bestehen zurückblicken konnten. Die geschichtliche Entwicklung in Deutschland begann 1924.
Im Jahr 1849 gründete Samuel Lowell Price eine Prüfungsgesellschaft in London. Fünf Jahre später, im Jahr 1854, gründete auch William Cooper eine Prüfungsgesellschaft in Englands Hauptstadt. Beide wurden im Jahr 1865 zusammengeschlossen. Im Jahr 1924 eröffnete ein Büro in Deutschland. 
Im gleichen Jahr entstand die C & L Deutsche Revision Aktiengesellschaft Wirtschaftsprüfungsgesellschaft durch eine Verschmelzung der 1905 gegründeten Treuhand-Vereinigung Aktiengesellschaft mit Sitz in Frankfurt am Main sowie der 1922 gegründeten Treuarbeit Aktiengesellschaft mit Sitz in Berlin und Frankfurt am Main.
1995 traten die Treuhand-Vereinigung AG und die Treuarbeit AG unter dem Namen C & L Deutsche Revision gemeinsam am Markt auf. 1998 führten die C & L Deutsche Revision sowie die Price Waterhouse GmbH ihren Geschäftsbetrieb unter PwC Deutsche Revision Aktiengesellschaft Wirtschaftsprüfungsgesellschaft fort. Im Jahr 2005 fand eine Umfirmierung in PricewaterhouseCoopers AG WPG statt.
Seit 2012 ist diese Teil der Holding PwC Europe, zu der heute auch Österreich, die Niederlande, Belgien, die Türkei sowie die Schweiz gehören. 2014 erfolgte die Übernahme der Booz & Company GmbH (heute PwC Strategy&) mit Sitz in Düsseldorf. 2016 gab es einen Rechtsformwechsel zu PricewaterhouseCoopers GmbH WPG.
Sprecherin der Geschäftsführung ist seit dem 1. Juli 2022 Petra Justenhoven. Sie folgte auf Ulrich Störk, der zum 30. Juni 2022 aus dem Vorstand ausschied. Dessen Vorgänger war Norbert Winkeljohann, der zum 30. Juni 2018 aus dem Vorstand ausschied. Dessen Vorgänger wiederum Hans Wagener, der die Altersgrenze erreichte und zum 30. Juni 2010 aus dem Vorstand ausschied.
Das Unternehmen hat 20 Standorte. Neben Frankfurt unterhält PwC in Düsseldorf die zweitgrößte deutsche Niederlassung. Im Jahr 2015 verlagerte PwC aus Kostengründen 600 Mitarbeiter der Frankfurter Verwaltung nach Düsseldorf, an dem 2015 etwa 1.800 Mitarbeiter für PwC tätig waren. Dort soll eine gesamteuropäische Verwaltungseinheit aufgebaut werden. Durch den Personalaufbau in Düsseldorf und die Tochtergesellschaft PwC Strategy& (Germany) GmbH waren im Jahr 2019 bereits zwischen 2.500 und 2.900 Mitarbeiter für PwC am Standort Düsseldorf tätig.

## Konzernstruktur
- PwC Europe SE Wirtschaftsprüfungsgesellschaft
- PricewaterhouseCoopers GmbH Wirtschaftsprüfungsgesellschaft
  - WIBERA Wirtschaftsberatung Aktiengesellschaft Wirtschaftsprüfungsgesellschaft (100 %)
  - PricewaterhouseCoopers Corporate Finance Beratung GmbH (100 %)
  - PricewaterhouseCoopers PRTM Management Consultants GmbH
  - PwC FS Tax GmbH Wirtschaftsprüfungsgesellschaft
  - PricewaterhouseCoopers cundus Aktiengesellschaft
  - PricewaterhouseCoopers Legal AG Rechtsanwaltsgesellschaft
  - PwC Cyber Security Services GmbH
  - PwC Certification Services GmbH
  - PwC Solutions GmbH

## Geschäftsbereiche
Die Aufgabenfelder von PwC unterteilen sich in folgende drei Bereiche: Assurance, Tax & Legal und Advisory.
Der Bereich Assurance, also der Bereich, unter dem das „klassische“ Wirtschaftsprüfungsgeschäft zusammengefasst ist, macht dabei mit einem Geschäftsanteil von 46 Prozent einen umsatzstarken Bereich von PwC in Deutschland aus.

## Geschäftsfelder
Die Geschäftsfelder des Unternehmens umfassen „Transaktionen, Finanzierung und Investition“, „Sanierung, Restrukturierung und Forensic Services“, „Strategie, Organisation, Prozesse und Systeme“, „Rechnungslegung, Berichterstattung und Prüfung“, „Steuern und wirtschaftsrechtliche Beratung“, „Branchenregulierung“, „Wissenstransfer“ und „Rechtsberatung“.
Auch im Staatssektor hat PwC durch Regierungsaufträge eine einflussreiche Rolle, so werden etwa alle Bürgschaftsanträge an den Wirtschaftsfonds Deutschland von PwC geprüft.
Zudem tritt PwC seit einigen Jahren als Hersteller für Business-Software in Erscheinung, die im PwC Digital Store vermarktet wird. So gehören etwa die Digital Fitness App oder der Data Protection Manager zum Software-Portfolio des Beratungsunternehmens.

## PwC-Stiftung
Die Stiftung „Jugend – Bildung – Kultur“ wurde als Initiative der Führungskräfte von PwC gegründet. Die Stiftung gibt es seit Dezember 2002. Sie arbeitet unter dem Dach des Stifterverbands für die Deutsche Wissenschaft. Ihren Schwerpunkt setzt die PwC-Stiftung auf die Förderung der kulturellen Bildung bei Kindern und Jugendlichen. Dazu unterstützt sie nach eigenen Angaben innovative Projekte, die Kindern und Jugendlichen den Zugang zu Kultur ermöglichen. Seitdem habe sie rund 200 Projekte mit insgesamt fast sechs Millionen Euro unterstützt.

## PwC-Transparenzpreis
Seit 2005 vergibt PwC zusammen mit der Georg-August-Universität Göttingen (Lehrstuhl für Rechnungslegung und Prüfung) einen Transparenzpreis an deutsche Spendenorganisationen mit DZI-Spenden-Siegel. Die Verleihung des Preises beruht vor allem auf der Analyse des Jahresberichtes der teilnehmenden Organisationen. Mit geringerer Gewichtung fließen auch andere Publikationen in die Wertung ein. Die Informationen werden anhand eines Kriterienkataloges ausgewertet. Ausgezeichnet wird Transparenz hinsichtlich Spendenverwendung, Zielen, Aktivitäten und Finanzlage. Mit dem Preis will PwC nach eigener Aussage zur „Verbesserung der Informationspolitik“ von Non-Profit-Organisationen beitragen.
Der Transparenzpreis wurde ursprünglich jährlich verliehen. Seit 2010 wird er im Zwei-Jahres-Turnus ausgeschrieben.

## PwC in der Presse

### Buchführung für Yukos
PwC war ab 1995 als Prüfer des russischen Ölkonzerns Yukos tätig. Im Zuge der Zerschlagung des Konzerns und des Prozesses gegen Michail Chodorkowski, der wegen Betruges und Steuerhinterziehung verurteilt wurde, konnte dieser stets auf die Berichte der PwC-Rechnungsprüfer verweisen, die eine einwandfreie Buchführung bescheinigten. Nachdem der staatliche Druck auf PricewaterhouseCoopers Russland 2007 stark angestiegen war – so wurde auch PwC selbst einem Verfahren wegen Steuerhinterziehung ausgesetzt, musste 290 Millionen Rubel (8,3 Millionen Euro) Steuern nachzahlen und wurde wegen angeblicher Beihilfe zur Steuerhinterziehung im Fall Yukos juristisch verfolgt – zog man alle Rechnungsprüfungsberichte der Jahre 1995 bis 2004 wegen nicht weiter benannter neuer Erkenntnisse zurück. Im Oktober 2008 wurde die Klage gegen PwC fallengelassen und das Verfahren eingestellt.

### Einwandfreies Bilanzgutachten trotz Buchungsfehlers von 55,5 Mrd. €
Im Oktober 2011 berichtete das Magazin Stern, dass es bei der in Bundesbesitz befindlichen Bad Bank FMS Wertmanagement, die von der Hypo Real Estate (HRE) ausgegliedert wurde, in der Bilanz zum Rumpfgeschäftsjahr 2010 zu einem Buchungsfehler in Höhe von 55,5 Milliarden Euro gekommen sei. Zudem wies die Bilanz das Zinsergebnis zu hoch aus. Die Wirtschaftsprüfer von PwC hatten der FMS-Wertmanagement eine einwandfreie Bilanz attestiert. Nach gemeinsamer Klärung der Faktenlage stellte das Bundesfinanzministerium ein Kommunikationsproblem zwischen den beteiligten Banken fest. Zumindest erklärte Finanzminister Schäuble das so gegenüber der Öffentlichkeit. Die Wirtschaftsprüfergesellschaft PwC habe bei der Aufklärung geholfen, Antworten auf offene Fragen zu finden, heißt es bei Schäuble.
Die Deutsche Bundesbank stellte im November 2011 in einer unter Verschluss gehaltenen Untersuchung allerdings eine Mitschuld von PwC am Bilanzfehler bei der FMS-Wertmanagement fest. Die Wirtschaftsprüfer „hätten nicht gründlich genug geprüft“, heißt es. PwC hätte den Fehler erkennen können. Das habe PwC nach Medienberichten auch eingeräumt.
Wegen der unentdeckten Bilanzpanne für das Jahr 2010 leitete die Berufsaufsicht der Wirtschaftsprüfer, die Wirtschaftsprüferkammer, laut eigener Pressemitteilung vom 31. Oktober 2011 ein berufsrechtliches Verfahren gegen den verantwortlichen Wirtschaftsprüfer bei PwC ein. Wie der Radiosender NDR Info am 27. Februar 2013 berichtete, schloss die Wirtschaftsprüferkammer dieses Verfahren im Juni 2012 ab, ohne ihr Urteil zu veröffentlichen.

### Luxleaks
Im Luxemburg-Leaks-Skandal wurden im November 2014 von Whistleblowern 28 000 Seiten interne Dokumente veröffentlicht, die zeigten, dass PwC mit den luxemburgischen Steuerbehörden zwischen 2002 und 2010 548 verbindliche Vorbescheide (Advance Tax Rulings) abgeschlossen hatte. Die Vorbescheide sicherten 343 Konzernen, darunter Apple, Amazon, Heinz, Pepsi, Ikea und Deutsche Bank eine niedrige Besteuerung rechtlich verbindlich zu. Whistleblower hatten die Unterlagen an Journalisten weitergegeben. Die Auswertung und Veröffentlichung der „geleakten“ Dokumente erfolgte in internationaler Zusammenarbeit von mehreren Zeitungen und Rundfunkanstalten mit dem International Consortium of Investigative Journalists (ICIJ). Den Recherchen zufolge ermöglichen diese Vereinbarungen über die Steuerschuld den Unternehmen Steuervermeidungen in erheblicher Höhe. In Folge der Veröffentlichungen hat die EU-Wettbewerbskommissarin Margrethe Vestager angekündigt, bereits laufende Untersuchungen, ob europäisches Beihilferecht verletzt worden sei, zu intensivieren.

### Sachsen LB und deren Notverkauf
In mehreren dramatischen Sitzungen wurde im August 2007 die Sachsen LB an die Landesbank Baden-Württemberg (LBBW) „notverkauft“, nachdem sich ein Risiko in Höhe 17,3 Mrd. Euro im irischen Subprime-Geschäft gezeigt hatten und Forderungen daraus kurzfristig fällig gestellt wurden. Wirtschaftsprüfer der SachsenLB war die PwC, die insbesondere den Jahresabschlüssen 2004 bis 2006 das uneingeschränkte Testat erteilt hatte. Diese wurden später vom Landgericht Stuttgart für nichtig erklärt. Der Prüfer dieser Jahresabschlüsse, das Unternehmen PwC, mied einen öffentlichen Prozess und überwies dem Freistaat Sachsen 2011 einen Betrag von 40 Mio. Euro.

### Cross Border Leasing (CBL)
PwC hat als Berater in Deutschland Cross-Border-Leasing-Geschäfte zwischen deutschen Kommunen und US-amerikanischen Investoren vermittelt und begleitet.

### Umgehung der EEG-Umlage
PwC hat Unternehmen dabei beraten, die EEG-Umlage zu umgehen.

### Verdacht auf Steuerhinterziehung
Am 30. November 2021 wurden mehrere Unternehmensgebäude und Wohnungen von PwC-Mitarbeitern des Geschäftsbereichs Steuerberatung von insgesamt 250 Polizisten und Staatsanwälten durchsucht. Es besteht der Verdacht auf schwere Steuerhinterziehung. Es wird den aktuellen und ehemaligen Mitarbeitern vorgeworfen, in Deutschland erbrachte Beratungsleistungen zwischen den Jahren 2012 und 2017 über eine PwC-Gesellschaft in der Schweiz abgerechnet zu haben. Der Schaden der Steuerhinterziehung soll sich auf 11 Millionen Euro belaufen.
Anfang Februar 2022 fand erneut eine Razzia statt, da der Finanzdienstleister SEB, ein Kunde von PwC, verdächtigt wird, in Cum-Ex-Geschäfte verwickelt gewesen zu sein.

### Gefälschte Bilanzen und Millionenstrafe in China
Im Jahr 2024 wurde über die chinesische Niederlassung von PwC ein sechsmonatiges Geschäftsverbot und eine Geldstrafe von insgesamt 441 Mio. Yuan verhängt, weil PwC wissentlich gefälschte Bilanzen für den Immobilienkonzern Evergrande ausgestellt bzw. abgesegnet hatte. Die Untersuchung der China Securities Regulatory Commission konzentrierte sich auf die Prüfung der Jahresergebnisse des Immobilienentwicklers in den Jahren 2019 und 2020 durch PwC. »PwC hat die Grundlage von Recht und Treu und Glauben ernsthaft untergraben und die Interessen der Investoren geschädigt«, so die Kommission. Das chinesische Finanzministerium erklärte: »PwC und seine Niederlassung in Guangzhou wussten während der Prüfung der Jahresabschlüsse von Evergrande Real Estate in den Jahren 2018 bis 2020, dass es erhebliche Falschangaben in den Jahresabschlüssen von Evergrande Real Estate gab; PwC wies jedoch nicht darauf hin, erteilte unangemessene Bestätigungsvermerke und stellte gefälschte Prüfberichte aus.« PwC entließ sechs Partner; weitere fünf Mitarbeiter, die direkt an dem Fall beteiligt waren, verließen das Unternehmen oder wurden entlassen.

## Galerie ausgewählter Standorte in Deutschland

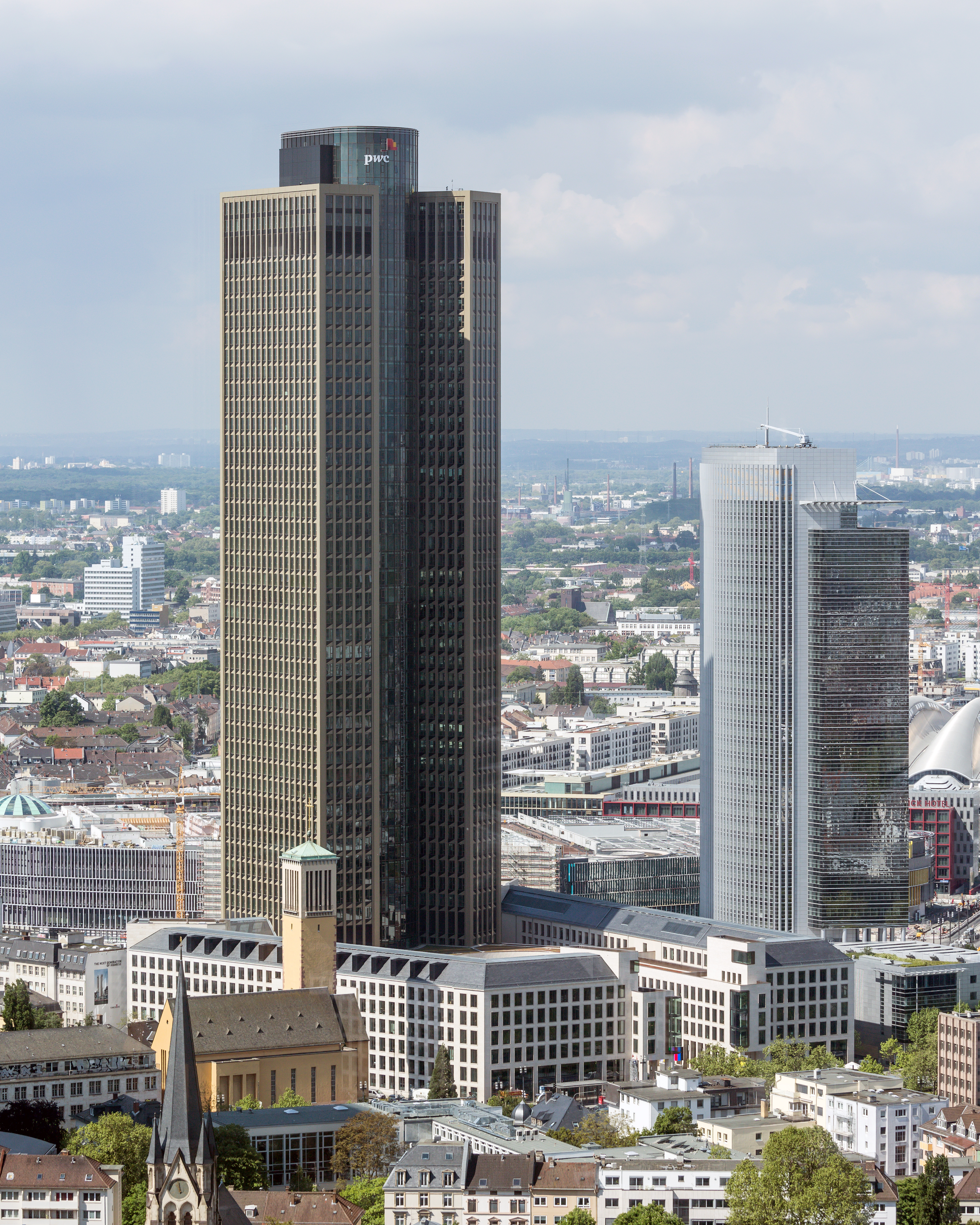
Tower 185 – Sitz der Deutschlandzentrale in Frankfurt am Main
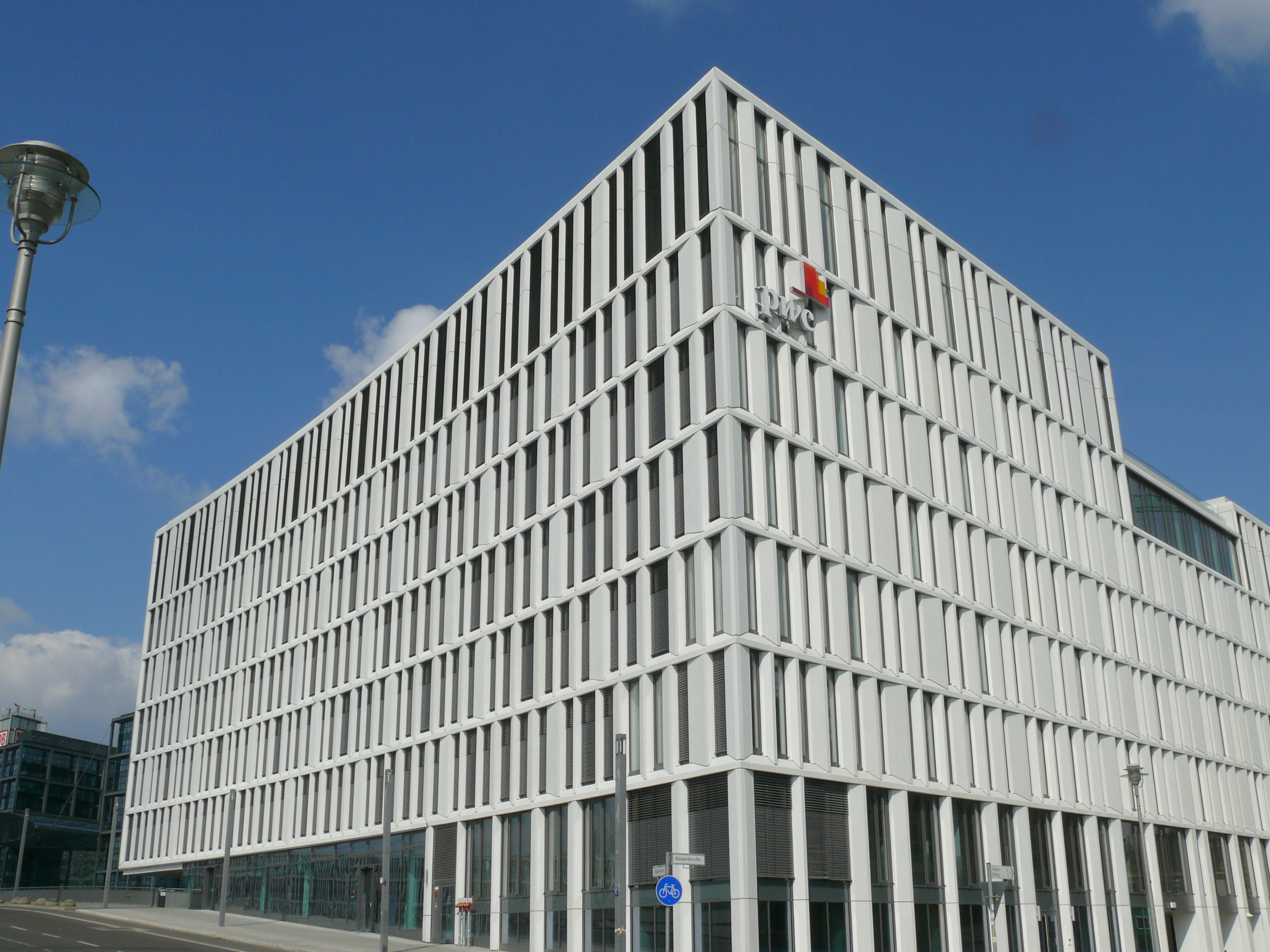
PwC-Niederlassung in Berlin
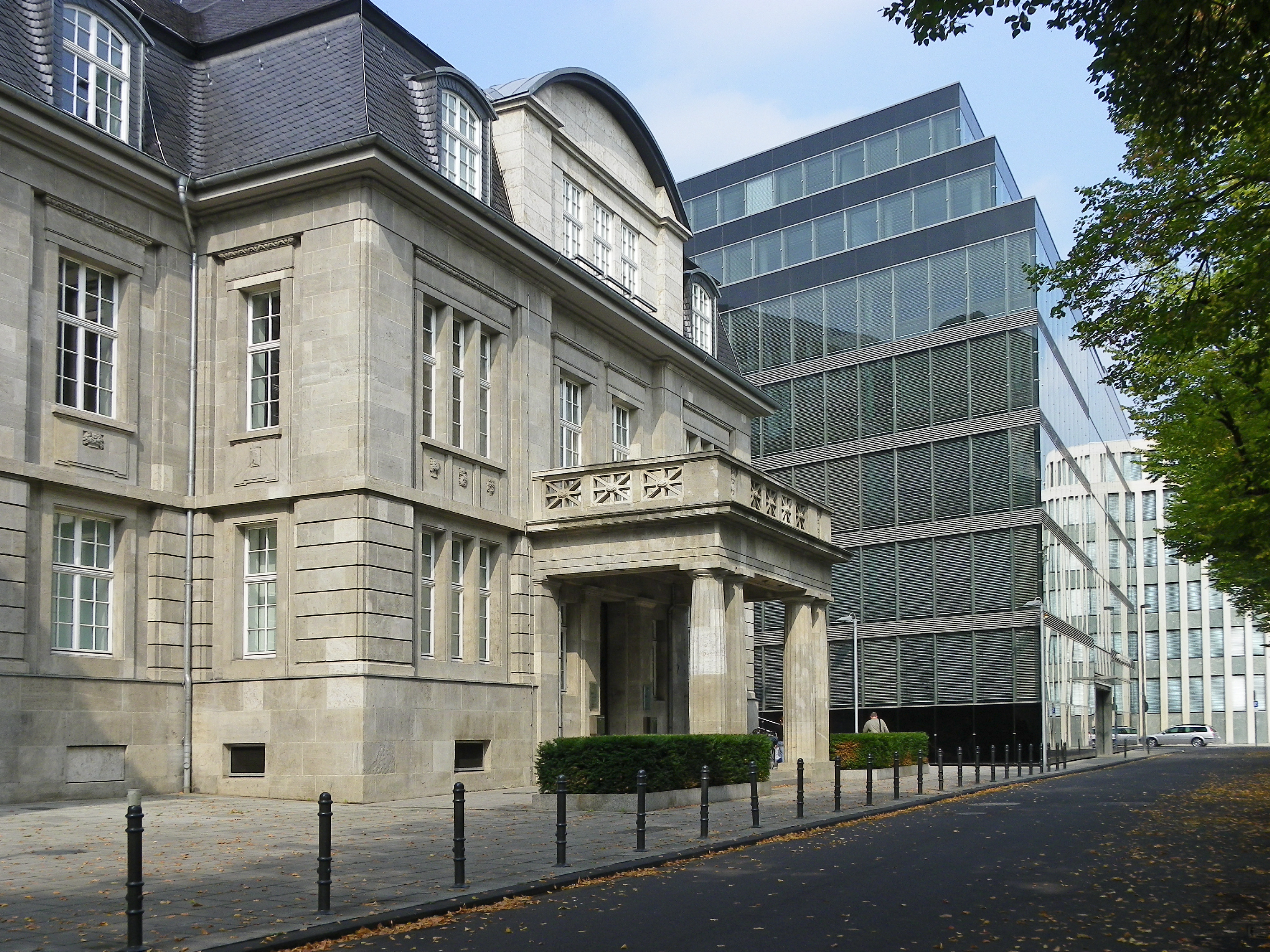
PwC-Niederlassung in Köln
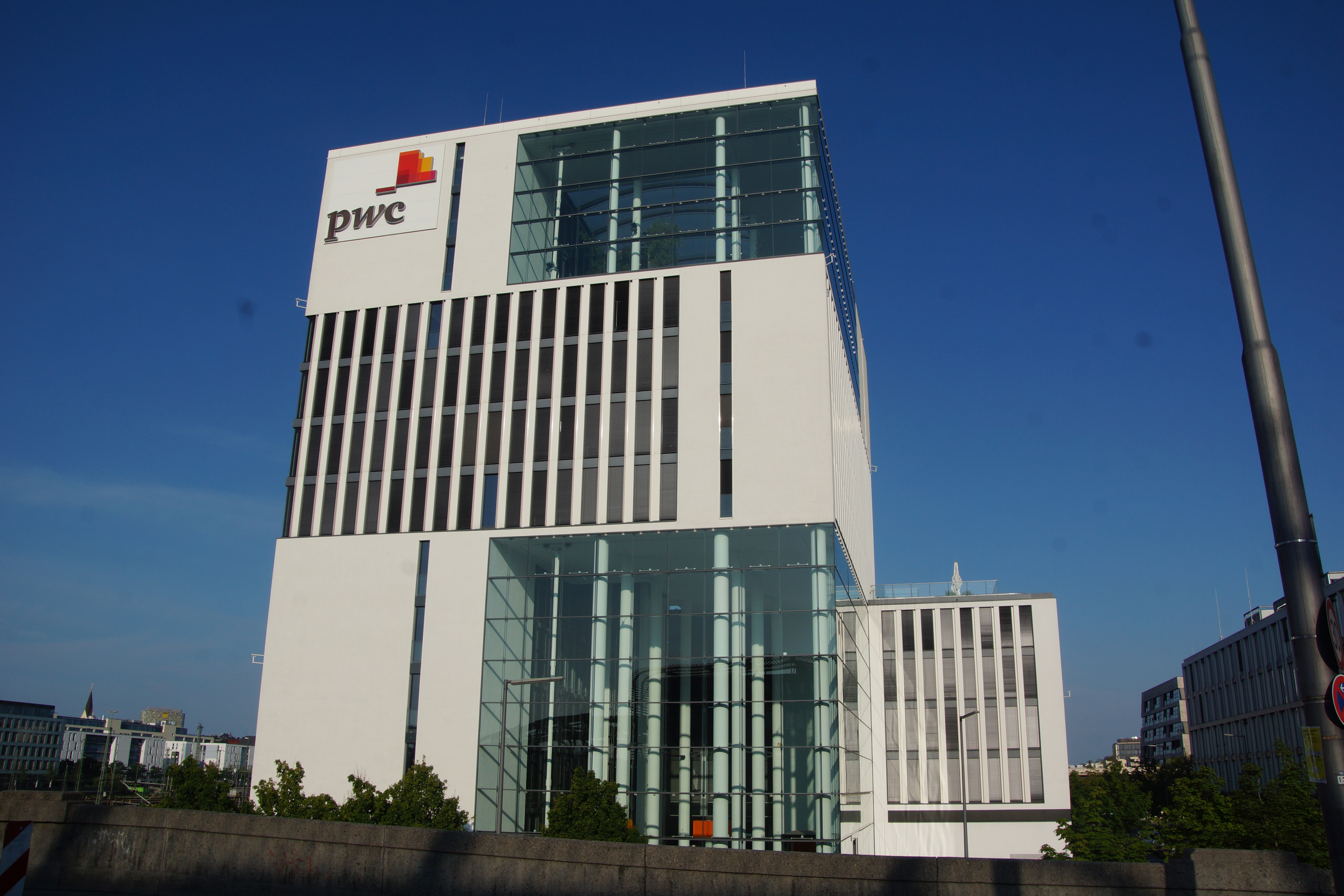
PwC-Niederlassung in München